# DeWolff (EP 2008)
DeWolff (EP 2008) é o primeiro EP da banda DeWolff lançado em 2008.

## Faixas
| N.º            | Título                           | Duração |  |
| 1.             | "Fishing Night At Noon"          | 3:44    |  |
| 2.             | "Gold And Seaweed"               | 3:47    |  |
| 3.             | "Yellow Rat Magic Blues"         | 5:07    |  |
| 4.             | "The Thrills That Come Along Wi" | 7:31    |  |
| 5.             | "Fishing Night At Noon"          | 4:09    |  |
| 6.             | "Gold And Seaweed"               | 5:25    |  |
| 7.             | "Crystal Mind"                   | 3:41    |  |
| 8.             | "Gold and Seaweed"               | 6:20    |  |
| 9.             | "Zurple Zurple Holy Wurple"      | 3:08    |  |
| 10.            | "Wicked Moon"                    | 3:44    |  |
| 11.            | "Electric Plastic"               | 10:09   |  |
| Duração total: | Duração total:                   | 56:00   |  |

## Créditos
- Pablo van de Poel - guitarra e vocal (2007 - presente)
- Robin Piso - hammond organ e vocal (2007 - presente)
- Luka van de Poel - bateria (2007 - presente)